# 17197 Матяжбоун
17197 Матяжбоун (17197 Matjazbone) — астероїд головного поясу, відкритий 3 січня 2000 року.
Тіссеранів параметр щодо Юпітера — 3,519.